# Adolphe Mougin
Adolphe Mougin, né le 29 août 1835 à Badevel (Doubs) et mort le 11 avril 1889 à Héricourt (Haute-Saône), est un fabricant d'horlogerie. Sa société fabrique des roues, des entrainements, des mouvements bruts et des mouvements complets. Ces différents éléments sont vendus à d'autres horlogers pour la fabrication de pendules et de montres. 

## Biographie

### Famille
Adolphe Mougin est né le 29 août 1835 à Badevel (Doubs) dans une famille d'horlogers. Son grand-père, Jean Mougin, est maître horloger à Fêche-l'Église. Son père, Jean-Pierre Mougin, est contremaître à la fabrique d'horlogerie Japy de Badevel puis directeur d'horlogerie.

### Carrière professionnelle
Après une activité d'ouvrier sur métaux, sans doute à l'usine d'horlogerie Japy de Badevel, il crée son entreprise de fabrication d'horlogerie de gros volume en 1870 à Héricourt. Elle reçoit deux médailles à l'exposition universelle de Paris en 1878 puis en 1889 et une médaille à l'exposition de Vesoul en 1877. 
En 1876, l'entreprise emploie soixante-douze personnes et fournit des fabricants de montres et de pendules tels que A. Roux & Cie et Japy Frères & Cie. En 1893, le nombre d'ouvriers est de 72 puis de 114 en 1911.

### Décès
Il décède à Héricourt le 11 avril 1889. Après sa mort, ses trois fils, Adolphe, Paul et Louis, s'associent sous la raison sociale Les fils d'Adolphe Mougin. L'établissement d'Héricourt, situé rue du 11 novembre, est géré par Paul et Louis. Adolphe est négociant et s'occupe de la succursale situé au 21 rue des Filles-du-Calvaire à Paris.
À partir de cette date, la fabrication se diversifie dans les pièces mécaniques et les mécanismes de lampes à arc. En 1895, elle dépose un brevet d'une lampe à arc électrique unifocale, invention mise au point par Adolphe Mougin, fils. 